# John Hippisley
John Hippisley, född och död under okända år, var en engelsk kapare och politiker. Han var son till William Hippisley, som avled under 1630. Hippisley adlades vid Sheriff Hutton Park den 14 april 1617 och 1621 valdes han in som parlamentsledamot för Petersfield. Han valdes om som parlamentsledamot 1624 och runt samma tidpunkt köpte han en herrgård i Lesnes av sir John Leman, som han senare sålde till sir Thomas Gainsford. Även under detta år blev Hippisley utsedd till löjtnant vid Dover Castle och han satt kvar på denna position fram till 1629.
Hippisley satt som parlamentsledamot för Dover mellan 1625 och 1629 och det var under denna tid som han även arbetade som kapare. 1641 valdes Hippisley in i det långa parlamentet som ledamot för Cockermouth och ungefär samtidigt sålde han en herrgård i Marston Bigot till Richard Boyle, 1:e earl av Cork. I det engelska inbördeskriget stod Hippisley på samma sida som parlamentet och skickades för att förhandla med Karl I av England. Han gifte sig Catherine Norton, dotter till sir Roger Norton.